# Air Tractor
Air Tractor je americký letecký výrobce založený v roce 1972 Lelandem Snowem ve městě Olney v Texasu, nástupce firmy Snow Aeronautical. Specializuje se na zemědělská letadla, v nabídce má však i hasicí a víceúčelové typy.
V roce 2013 se společnost zajímala o využití svých civilních strojů i ve vojenské sféře, čímž reagovala na stoupající světový trend.

## Galerie

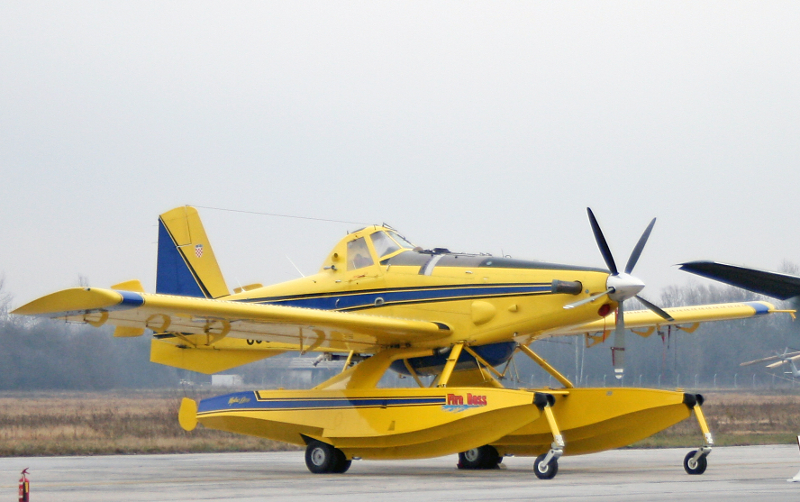
Obojživelné letadlo AT-802AF
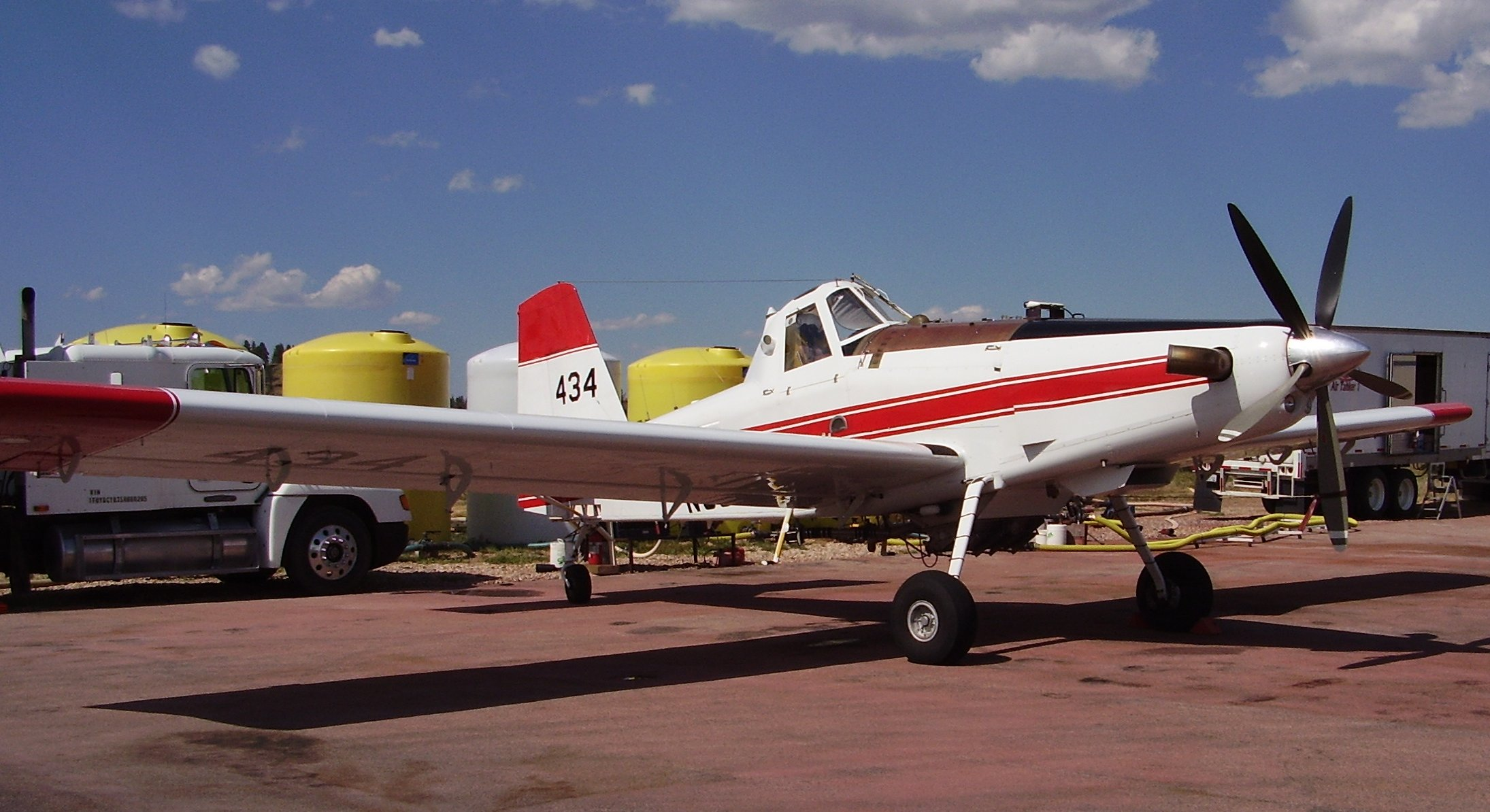
Air Tractor AT-602
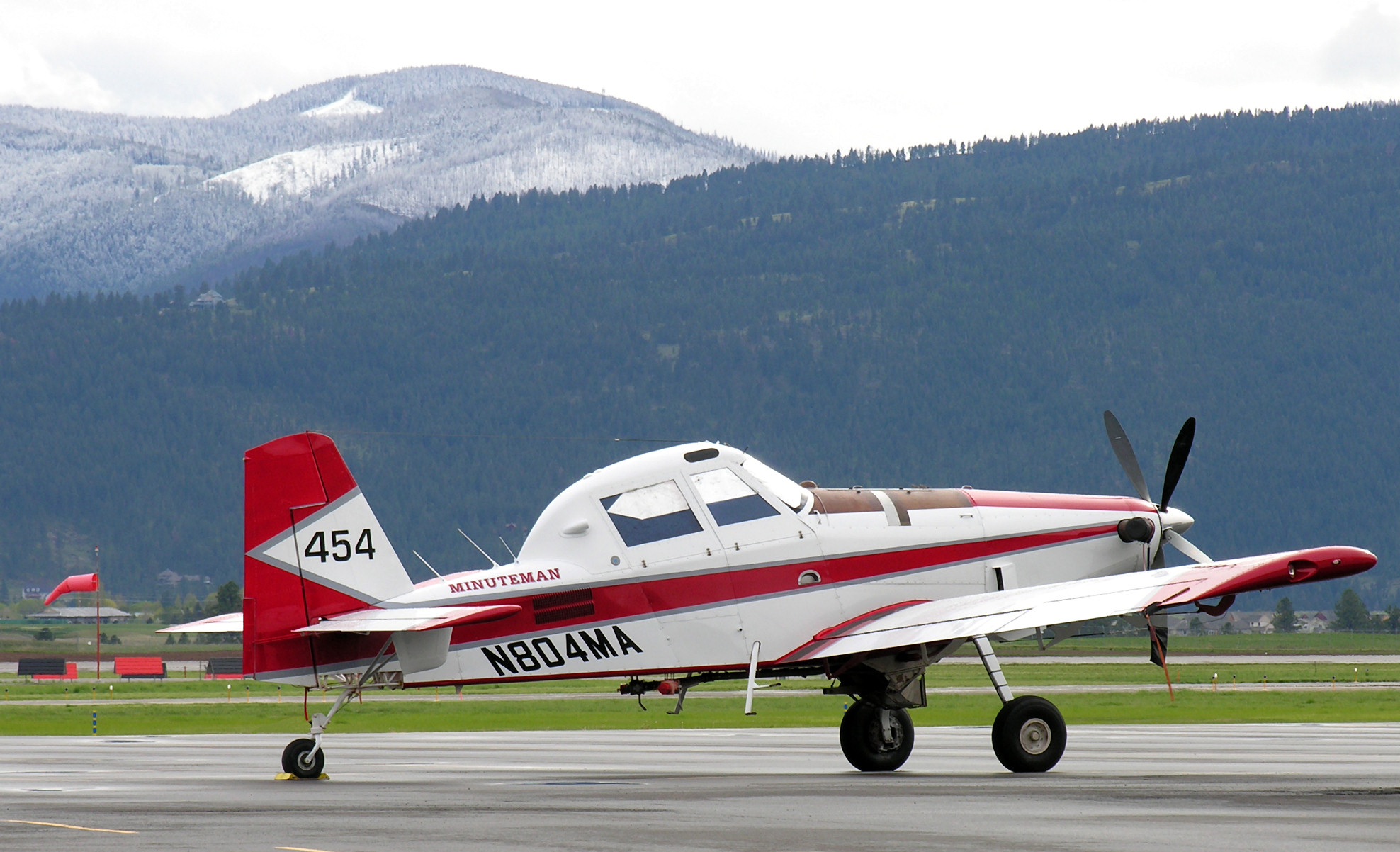
Dvoumístný AT-802

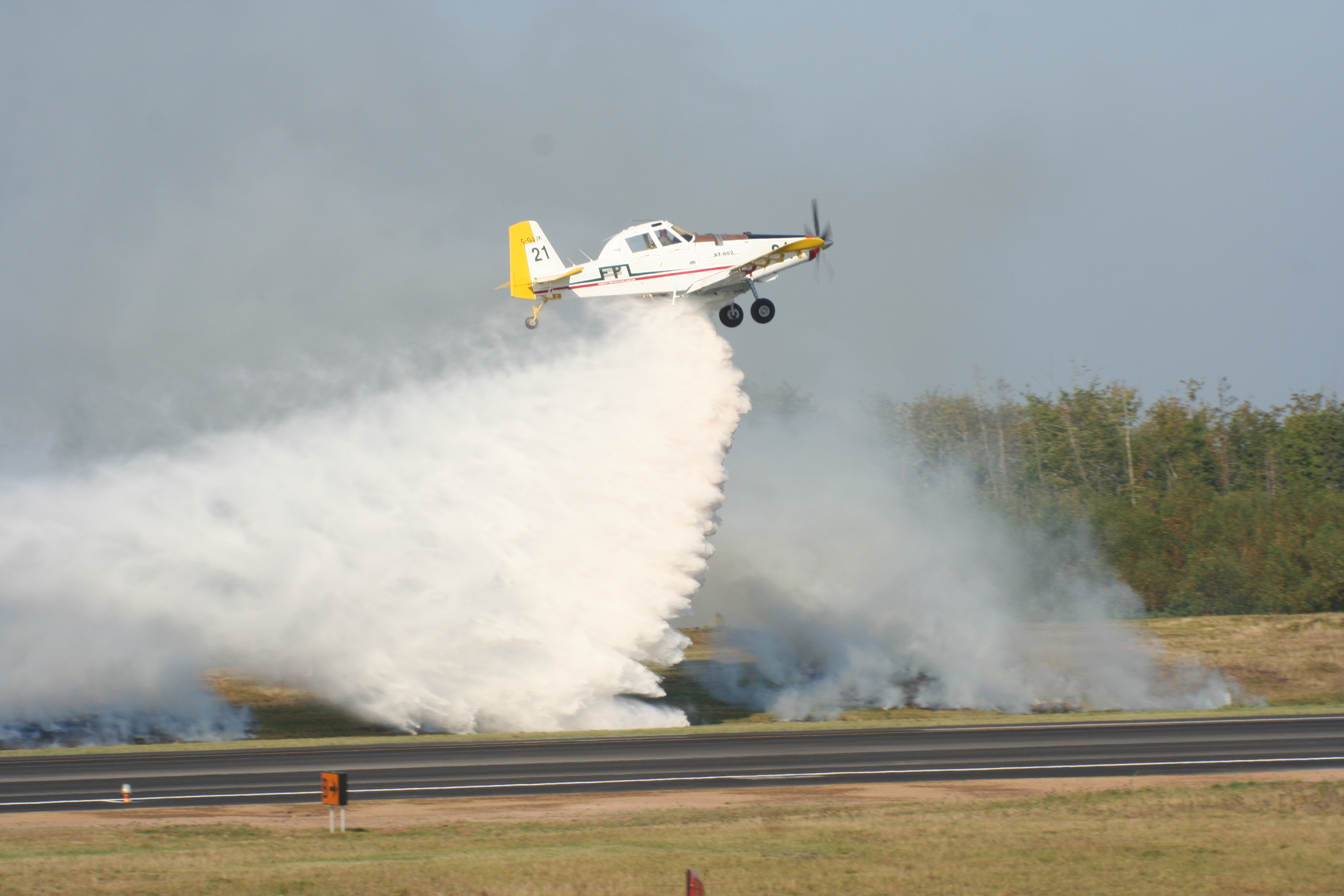
AT-802 při ukázce protipožárního zásahu
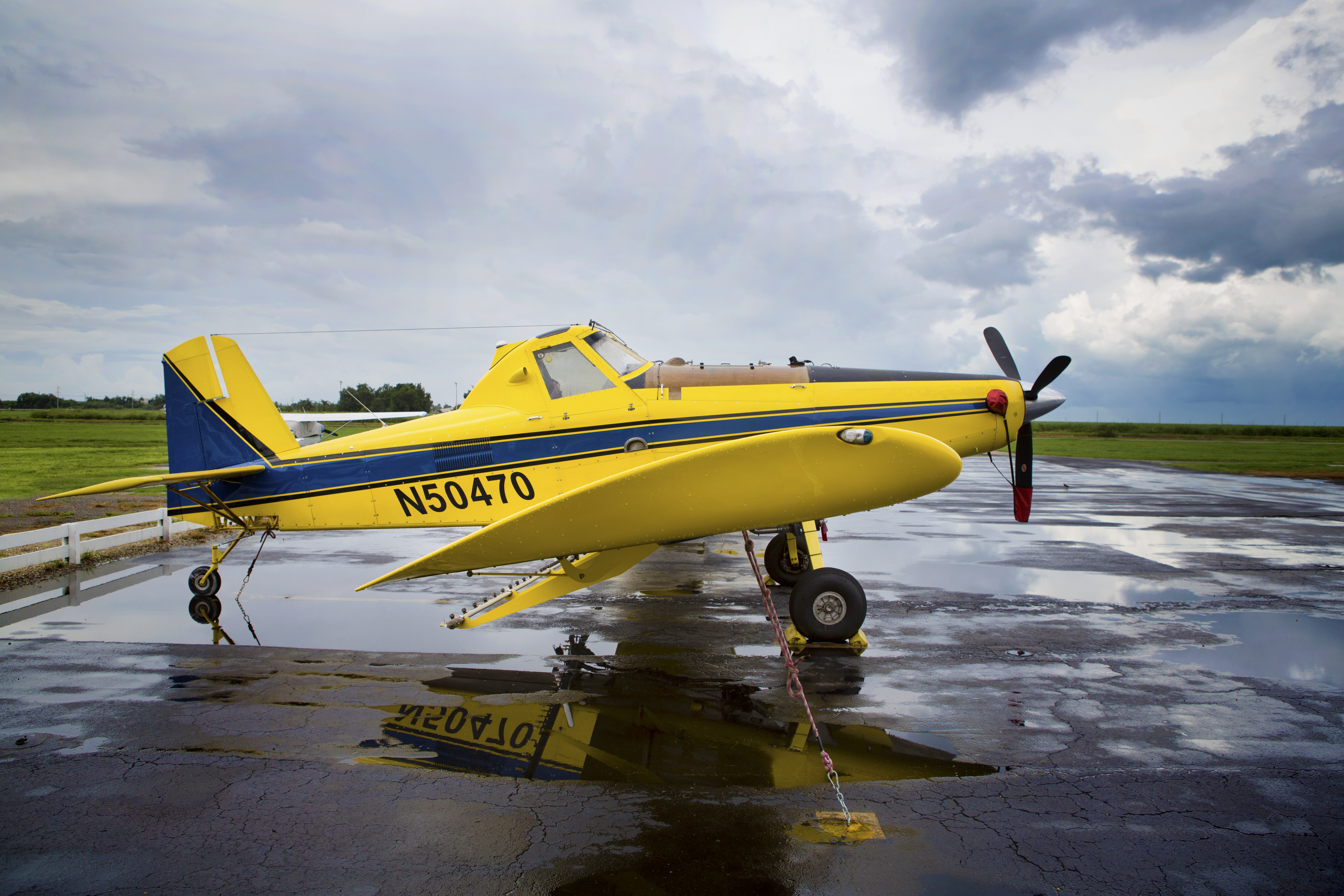
Air Tractor AT-502B
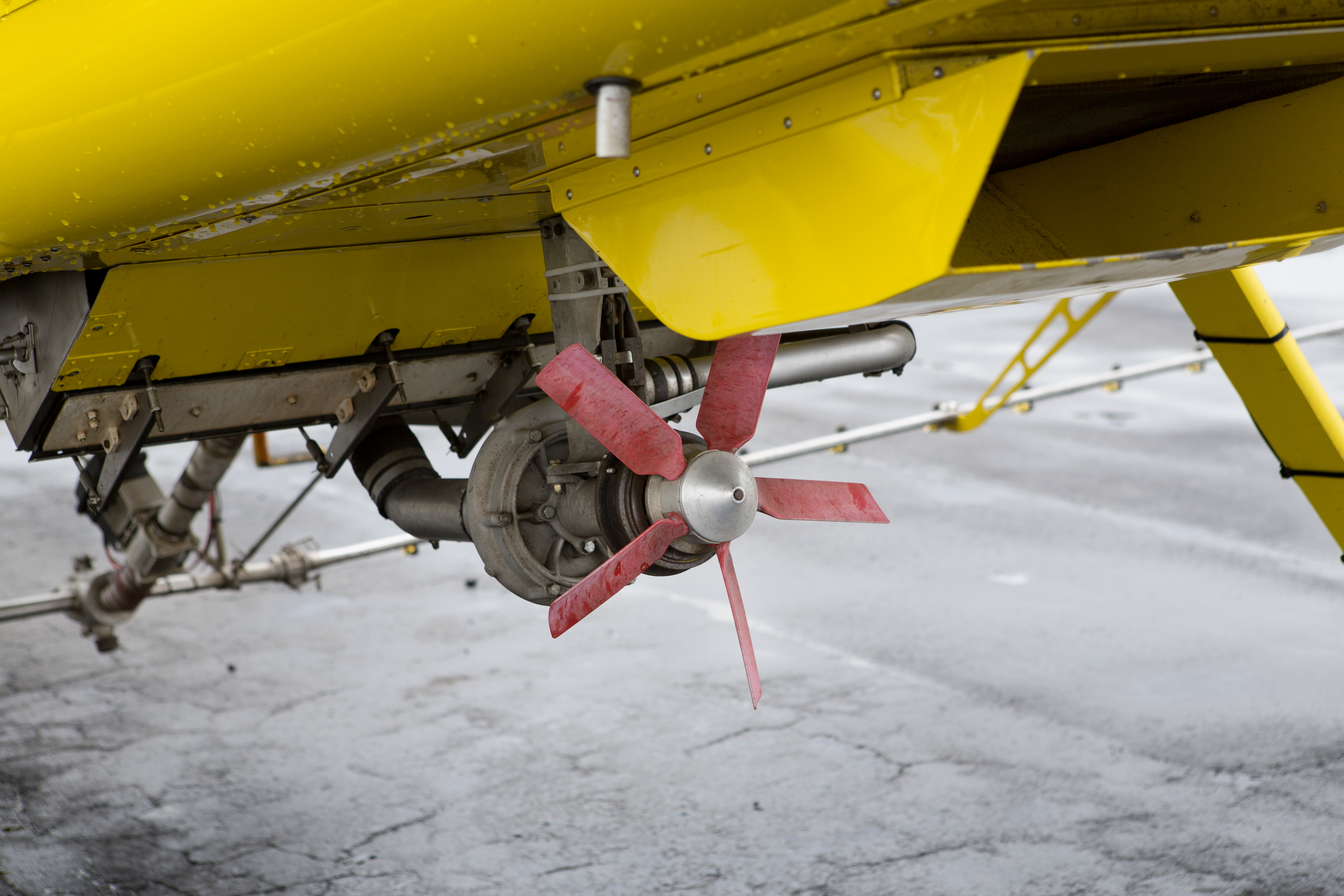
Detail rozprašovače na AT-502B